# Wahlen 1866
◄◄ | ◄ | 1862 | 1863 | 1864 | 1865 | Wahlen 1866 | 1867 | 1868 | 1869 | 1870 | ► | ►►

Weitere Ereignisse
Die Liste der Wahlen 1866 umfasst Parlamentswahlen, Präsidentschaftswahlen, Referenden und sonstige Abstimmungen auf nationaler und subnationaler Ebene, die im Jahr 1866 weltweit abgehalten wurden.
Das damalige Wahlrecht entsprach typischerweise nicht den Wahlrechtsgrundsätzen der direkten, geheimen und gleichen Wahl. Zeittypisch waren oft nur kleine Teile der Bevölkerung wahlberechtigt, ein Frauenwahlrecht war nicht gegeben.

## Termine
| Land               | Datum            | Link zur Wahl 1866                                  | Link zur letzten Wahl | Bemerkung |
| ------------------ | ---------------- | --------------------------------------------------- | --------------------- | --------- |
| Liechtenstein      | 4. März–22. Apr. | Landtagswahl in Liechtenstein                       | 1862                  |           |
| Vereinigte Staaten | ab dem 4. Juni   | Wahl zum Repräsentantenhaus der Vereinigten Staaten | 1864                  |           |
| Schweiz            | 28. Oktober      | Schweizer Parlamentswahlen 1866                     | 1863                  |           |